# Liste der Kulturdenkmale in Assamstadt

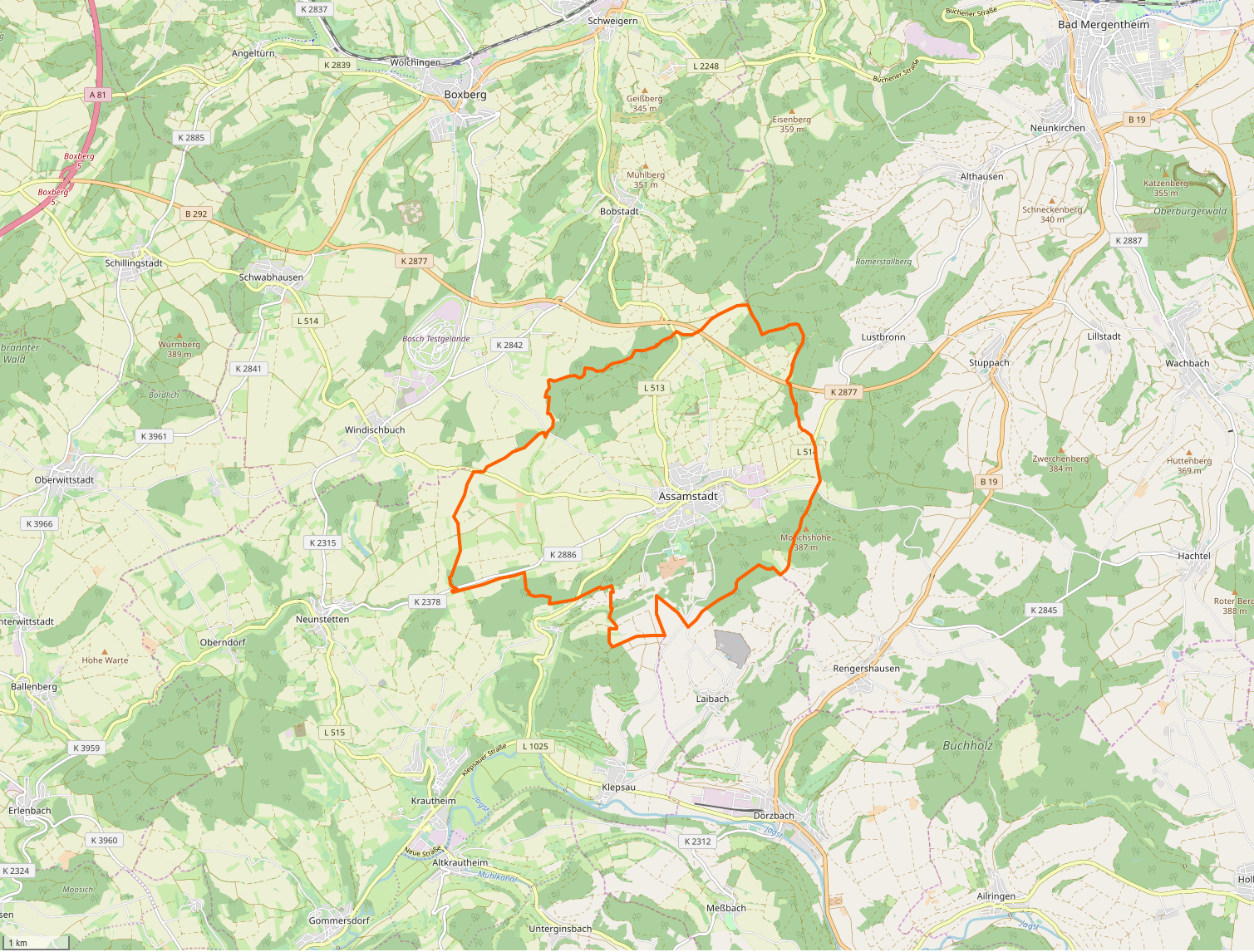
Gemarkung und Lage der Gemeinde Assamstadt

Wappen der Gemeinde Assamstadt

In der Liste der Kulturdenkmale in Assamstadt sind unbewegliche Bau- und Kunstdenkmale von Assamstadt aufgeführt. Zu Assamstadt gehören die Wohn- und Industriegemeinde Assamstadt und der Wohnplatz Wustsiedlung. Grundlage für diese Liste ist die vom Regierungspräsidium Stuttgart herausgegebene Liste der Bau- und Kunstdenkmale mit Stand vom 15. Februar 2012.
Der Artikel ist Teil der übergeordneten Liste der Kulturdenkmale im Main-Tauber-Kreis. Diese Liste ist nicht rechtsverbindlich. Eine rechtsverbindliche Auskunft ist lediglich auf Anfrage bei der Unteren Denkmalschutzbehörde der Gemeinde Assamstadt erhältlich.
Kleindenkmale wie beispielsweise Bildstöcke, Statuen und Wegkreuze blieben im Gemeindegebiet zahlreich erhalten. Der Grund liegt in der seit dem Mittelalter durchgehend landwirtschaftlichen Struktur. Es kam in der Neuzeit zu keiner Verdichtung von Siedlung und Industrie wie in den Ballungsgebieten, so dass diese Kulturdenkmale im Freiland weitgehend erhalten blieben.

## Allgemein
- Bild: Zeigt ein ausgewähltes Bild aus Commons, „Weitere Bilder“ verweist auf die Bilder im Medienarchiv Wikimedia Commons.
- Bezeichnung: Nennt den Namen, die Bezeichnung oder die Art des Kulturdenkmals.
- Lage: Straßenname und Hausnummer oder Flurstücknummer des Kulturdenkmals, gegebenenfalls auch den Ortsteil. Die Grundsortierung der Liste erfolgt nach dieser Adresse. Der Link (Karte) führt zu verschiedenen Kartendiensten mit der Position des Kulturdenkmals. Fehlt dieser Link, wurden die Koordinaten noch nicht eingetragen. Sind diese bekannt, können sie über ein Tool mit einer Kartenansicht einfach nachgetragen werden. In dieser Kartenansicht sind Kulturdenkmale ohne Koordinaten mit einem roten bzw. orangen Marker dargestellt und können durch Verschieben auf die richtige Position in der Karte mit Koordinaten versehen werden. Kulturdenkmale ohne Bild sind an einem blauen bzw. roten Marker erkennbar.
- Datierung: Baubeginn, Fertigstellung, Datum der Erstnennung oder grobe zeitliche Einordnung entsprechend des Eintrags in der zuständigen Denkmaldatenbank (Landesamt für Denkmalpflege Baden-Württemberg).
- Beschreibung: Kurzcharakteristik des Kulturdenkmals.

## Bau-, Kunst- und Kulturdenkmale in Assamstadt
Bau-, Kunst- und Kulturdenkmale in Assamstadt (mit der Wohn- und Industriegemeinde Assamstadt und dem Wohnplatz Wustsiedlung):
| Bild           | Bezeichnung                            | Lage                                                          | Datierung | Beschreibung | ID |
| -------------- | -------------------------------------- | ------------------------------------------------------------- | --------- | --- | -- |
|                | Statue                                 | Alte Bobstadter Straße 2 (bei) (Karte)                        |           | Kleindenkmal: St.-Wendelin-Statue vor dem Haus St. Wendelin des Schwesternverbands. Die Statue befindet sich an der Ecke Alte Bobstadter Straße und Friedhofsstraße. Der Assamstadter Friedhof befindet sich auf der gegenüberliegenden Straßenseite.                                                                                   |    |
| Weitere Bilder | Alte Kilianskirche                     | Alte Mergentheimer Straße 2 (Karte)                           | 12. Jh.   | Der untere Teils des Turmes stammt aus dem 12. Jahrhundert. 1450 erstmals urkundlich erwähnt. 1668 zerstört durch einen großen Brand. Von 1711 bis 1712 im Barockstil neu erbaut. Von 1863 bis 1866 um die Seitenschiffe erweitert, mit Turm der Vorgängerkirche. Emporen wurden eingebaut und der Altarraum wurde nach Westen verlegt. |    |
|                | Kreuzdachbildstock                     | Alte Mergentheimer Straße 2 (Karte)                           | 1516      | Kleindenkmal Nr. 49: Kreuzdachbildstock, in der Alten Kilianskirche. Es handelt sich um den ältesten bekannten Bildstock in Assamstadt. |    |
|                | Steinkreuz                             | Alte Mergentheimer Straße 2 (Karte)                           | 1947      | Kleindenkmal Nr. 31: Steinkreuz. Missionskreuz. Inschrift: INRI O hl. Kreuz, du einzige Hoffnung sei gegrüßt Hl. Mission 1947. Am Gemeindezentrum, Alte Kilianskirche (Hinterm Turm). |    |
|                | Bildstock Jesus begegnet seiner Mutter | Dachtstraße/Alte Krautheimer Straße (Karte)                   | 1883      | Kleindenkmal Nr. 17: Bildstock Jesus begegnet seiner Mutter, über die 4. Kreuzwegstation. Steht im Bereich der Straße zu den Sportanlagen und zum Aussiedlerhof im Dacht. Dachtstraße Abzweigung Alte Krautheimer Straße. |    |
|                | Eisenkreuz                             | Bobstadter Straße (Karte)                                     |           | Kleindenkmal Nr. 26: Metallkreuz. Bobstadter Straße, Abzweigung Seehöfer Weg (in einem Garten). | BW |
|                | Bildstock 14 Nothelfer                 | Bobstadter Straße (Karte)                                     | 1879      | Kleindenkmal Nr. 08: Heilige 14 Nothelfer bittet für uns Errichtet v. M. Barbara Zeitler und Tochter Amelia Scherer 1879. Kopie, das Original ist am neuen Kindergarten im Eingangsbereich untergebracht, damit es vor Witterungseinflüssen geschützt ist.                                                                              |    |
|                | Bildstock mit Pieta-Darstellung        | Bobstadter Straße (Karte)                                     | 1868      | Kleindenkmal Nr. 27: Bildstock mit Pieta-Darstellung. |    |
| Weitere Bilder | Mariengrotte                           | Friedhofstraße (Karte)                                        |           | Kleindenkmal Nr. 34: Mariengrotte, auch Lourdes-Grotte, im alten Friedhof. |    |
| Weitere Bilder | Kriegerdenkmal                         | Friedhofstraße (Karte)                                        |           | Kleindenkmal Nr. 35: Kriegerdenkmal, im alten Friedhof. Inschrift: INRI Unseren Helden gewidmet (In den Säulen stehen die Namen der gefallenen und vermissten Soldaten). |    |
|                | Bildstock Geburt Christi               | Friedhofstraße (Karte)                                        | 1766      | Kleindenkmal Nr. 04: Bildstock „Geburt Christi“ von 1766, am Friedhof, Inschriften am Sockel. |    |
|                | Steinkreuz                             | Friedhofsstraße (Karte)                                       | 1899      | Kleindenkmal Nr. 32: Steinkreuz mit Corpus. Friedhofskreuz. Inschrift: I.N.R.I. „Errichtet von der Ehrsamen Gemeinde im Jahr 1899“. |    |
|                | Schönstatt-Madonna                     | Friedhofsstraße (Karte)                                       |           | Kleindenkmal Nr. 33: Schönstatt-Madonna. Im neuen Friedhof an der Leichenhalle. |    |
| Weitere Bilder | Friedhofskapelle                       | Friedhofstraße 14 (Karte)                                     | 1873      | Friedhofskapelle am Friedhof. Quaderbau mit polygonalem Chor und Dachreiter, neugotisch, bez. 1873. Friedhofskreuz, 1822 bez. (Sachgesamtheit). |    |
|                | Holzkreuz                              | Gäßlein (Flst.Nr. 13049) (Karte)                              |           | Kleindenkmal Nr. 16: Holzkreuz, Gewann Gäßlein. Unterhalb des Reitplatzes/„Gässle“. |    |
|                | Bildstock                              | Gäßlein (Flst.Nr. 6729) (Karte)                               | 1994      | Kleindenkmal Nr. 51: Bildstock „Vom guten Hirten“. Inschrift: DANKE – Jos. Alois Scherer – 1994. Querweg unterhalb Reitplatz. |    |
| Weitere Bilder | St. Kilian                             | Hafengasse 6 (Karte)                                          | 1971–1972 | an der Hafengasse, von 1971 bis 1972 kam es zum Neubau der Kilianskirche: Die barocken Figuren der Kirchenpatrone der Alten Kilianskirche konnten ins neue Gotteshaus übernommen werden |    |
|                | Kreuzigungsgruppe                      | Hafengasse 6 (Karte)                                          | 1624      | Kleindenkmal Nr. 01: Bildstock von 1624, „Kreuzigungsgruppe“. Steht in der neuen Kilianskirche. |    |
|                | Inschrifttafel                         | Hafengasse 6                                                  |           | Bildstocktafel (in neuer kath. Pfarrkirche), barocke Heiligenfiguren. |    |
|                | Bildstock                              | Hafengasse 6 (Karte)                                          | 1759      | Kleindenkmal Nr. 02: Bildstock, vor der St.-Kilians-Kirche, Gott zu Ehren Had hans jörg Rudolf und Maria Barbara / im Sockel steht Anno 1759. Im Hintergrund die neue Kilianskirche |    |
|                | Bildstock 14 Nothelfer                 | Kindergartenweg 8 (Karte)                                     | 1879      | Kleindenkmal Nr. 07: Original am neuen Kindergarten im Eingangsbereich, eine Kopie befindet sich an der Bobstadter Straße. |    |
|                | Bildstock Maria Königin                | Wännleinweg 2 (Vor der Grundschule), (Flst.Nr. 13082) (Karte) | 1893      | Kleindenkmal Nr. 09: Bildstock „Maria Königin“. An der Schule. Inschrift: "O meine Gebieterin! O meine Mutter Erinnere dich, daß ich dir angehöre. Bewahre mich, wie dein Eigentum". Amen. Errichtet von Blandina Leuser geb. Wolf 1893.                                                                                                |    |
|                | Bildstock                              | K 2886 (Neunstettener Straße) (Karte)                         | 1793      | Kleindenkmal Nr. 06: Bildstock. Käppele von 1793 „Mutter mit Kind“. Inschrift: Maria 1793 Hilf. Neunstetter Straße. |    |
|                | Bildstock                              | K 2886 (Neunstettener Straße) (Karte)                         | 1778      | Kleindenkmal Nr. 05: Seebild „Andreas/Pieta“ von 1778. Inschrift: O Schmerzhafte Mutter Jesu Bit für uns. Im Sockel: Jesu, Jesu, MIT DEM SCHWEREN KREUZ BELATEN ERBARME DICH. Neunstettener Straße (In den Neiderhelden). |    |
|                | Gedenkstein                            | K 2886 (Neunstettener Straße) (Karte)                         | 1969      | Kleindenkmal Nr. 42: Gedenkstein für Josef Jäger III. Neunstetter Straße links, vor Abzw.zu den Aussiedlern. |    |
|                | Heilig-Blut-Bildstock                  | Krautheimer Straße 1 (Karte)                                  |           | Kleindenkmal Nr. 30: Bildstock „Hl.-Blut-Wallfahrt“. An einem alten Wallfahrtsweg zum Blutwunder von Walldürn. |    |
|                | Bildstock                              | Krautheimer Straße 12 (Karte)                                 |           | Kleindenkmal Nr. 36: Bildstock. Geschnitzter Holzbildstock „Hl.Franziskus“. Geschnitzt von Anton Göbel. Krautheimer Straße 12, Im Haus, früher im Gewann Kreut. |    |
|                | Bildstock                              | Krautheimer Straße (Karte)                                    |           | Kleindenkmal Nr. 19: Pieta von 1868. Inschrift: O. Ihr alle, die Ihr vorüber geht seht ob ein Schmerz ist wie der Meine 1868. |    |
|                | Steinkreuz                             | Krautheimer Straße (Karte)                                    |           | Kleindenkmal Nr. 20: Steinkreuz mit Corpus. Inschrift: INRI. Es ist vollbracht. Vater in deine Hände empfehle ich meinen Geist. An der Krautheimer Straße (am alten Bierkeller). |    |
|                | Bildtafel                              | Kuhweide (Karte)                                              |           | Kleindenkmal Nr. 54: Bildtafel „Legende des Steffeskirchle und des Kreuzweges“. |    |
| Weitere Bilder | Bildstock                              | Kuhweide (Karte)                                              |           | Kleindenkmal Nr. 47: Station 0, vor der ersten Kreuzwegstation. Sühne, Selbstheilung, Apostolat. |    |
| Weitere Bilder | Kreuzweg                               | Kuhweide (Karte)                                              | 1945–1949 | Kleindenkmal Nr. 46 (01 bis 14): Freilandkreuzweg, 14. Stationen. Aus Lindenholz geschnitzte Stationen, im Gewann Kuhweide. |    |
| Weitere Bilder | 1. Kreuzwegstation                     | Kuhweide (Karte)                                              | 1945–1949 | Kleindenkmal Nr. 46 (01/14): 1. Kreuzwegstation des vierzehn Stationen umfassenden Kreuzwegs zum Steffeskirchle. Inschrift: I. Unschuldig. |    |
| Weitere Bilder | 2. Kreuzwegstation                     | Kuhweide (Karte)                                              | 1945–1949 | Kleindenkmal Nr. 46 (02/14): 2. Kreuzwegstation des vierzehn Stationen umfassenden Kreuzwegs zum Steffeskirchle. |    |
| Weitere Bilder | 3. Kreuzwegstation                     | Kuhweide (Karte)                                              | 1945–1949 | Kleindenkmal Nr. 46 (03/14): 3. Kreuzwegstation des vierzehn Stationen umfassenden Kreuzwegs zum Steffeskirchle. |    |
| Weitere Bilder | 4. Kreuzwegstation                     | Kuhweide (Karte)                                              | 1945–1949 | Kleindenkmal Nr. 46 (04/14): 4. Kreuzwegstation des vierzehn Stationen umfassenden Kreuzwegs zum Steffeskirchle. |    |
| Weitere Bilder | 5. Kreuzwegstation                     | Kuhweide (Karte)                                              | 1945–1949 | Kleindenkmal Nr. 46 (05/14): 5. Kreuzwegstation des vierzehn Stationen umfassenden Kreuzwegs zum Steffeskirchle. |    |
| Weitere Bilder | 6. Kreuzwegstation                     | Kuhweide (Karte)                                              | 1945–1949 | Kleindenkmal Nr. 46 (06/14): 6. Kreuzwegstation des vierzehn Stationen umfassenden Kreuzwegs zum Steffeskirchle. |    |
| Weitere Bilder | 7. Kreuzwegstation                     | Kuhweide (Karte)                                              | 1945–1949 | Kleindenkmal Nr. 46 (07/14): 7. Kreuzwegstation des vierzehn Stationen umfassenden Kreuzwegs zum Steffeskirchle. |    |
| Weitere Bilder | 8. Kreuzwegstation                     | Kuhweide (Karte)                                              | 1945–1949 | Kleindenkmal Nr. 46 (08/14): 8. Kreuzwegstation des vierzehn Stationen umfassenden Kreuzwegs zum Steffeskirchle. |    |
| Weitere Bilder | 9. Kreuzwegstation                     | Kuhweide (Karte)                                              | 1945–1949 | Kleindenkmal Nr. 46 (09/14): 9. Kreuzwegstation des vierzehn Stationen umfassenden Kreuzwegs zum Steffeskirchle. |    |
| Weitere Bilder | 10. Kreuzwegstation                    | Kuhweide (Karte)                                              | 1945–1949 | Kleindenkmal Nr. 46 (10/14): 10. Kreuzwegstation des vierzehn Stationen umfassenden Kreuzwegs zum Steffeskirchle. |    |
| Weitere Bilder | 11. Kreuzwegstation                    | Kuhweide (Karte)                                              | 1945–1949 | Kleindenkmal Nr. 46 (11/14): 11. Kreuzwegstation des vierzehn Stationen umfassenden Kreuzwegs zum Steffeskirchle. |    |
| Weitere Bilder | 12. Kreuzwegstation                    | Kuhweide (Karte)                                              | 1945–1949 | Kleindenkmal Nr. 46 (12/14): 12. Kreuzwegstation des vierzehn Stationen umfassenden Kreuzwegs zum Steffeskirchle. |    |
| Weitere Bilder | 13. Kreuzwegstation                    | Kuhweide (Karte)                                              | 1945–1949 | Kleindenkmal Nr. 46 (13/14): 13. Kreuzwegstation des vierzehn Stationen umfassenden Kreuzwegs zum Steffeskirchle. |    |
| Weitere Bilder | 14. Kreuzwegstation                    | Kuhweide (Karte)                                              | 1945–1949 | Kleindenkmal Nr. 46 (14/14): 14. Kreuzwegstation des vierzehn Stationen umfassenden Kreuzwegs zum Steffeskirchle. |    |
| Weitere Bilder | Rosenkranzgebet-Bildstock              | Kuhweide (Karte)                                              |           | Kleindenkmal Nr. 48: Station 15, nach den vierzehn Kreuzwegstationen. Inschrift: Betet, betet fleißig den Rosenkranz. |    |
|                | Bildstock                              | Kuhweide (Karte)                                              |           | Kleindenkmal Nr. 10: Bildstock „Hl. Josef“, am Kreuzweg, Gewann Kuhweide. |    |
| Weitere Bilder | Steffeskirchle mit Kreuzigungsgruppe   | Kuhweide (Karte)                                              | 1880      | Kleindenkmal Nr. 45: Steffeskirchle mit Kreuzigungsgruppe, im Gewann Kuhweide, der Assamstadter Kreuzweg endet beim Steffeskirchle |    |
|                | Holzkreuz                              | L 514 (Windischbücher Straße) (Karte)                         | 1940      | Kleindenkmal Nr. 22: Holzkreuz. An der Straße nach Windischbuch (Am Hohen Kreuz, links). | BW |
|                | Bildstock                              | L 514 (Windischbücher Straße) (Karte)                         | 1928      | Kleindenkmal Nr. 23: Bildstock von 1928. „Mutter mit Kind“. Inschrift: Heilige Maria bitte für uns. An der Straße nach Windischbuch (Abzweigung zu Aussiedler). |    |
|                | Pieta                                  | L 514 (Windischbücher Straße) (Karte)                         |           | Kleindenkmal Nr. 24: Pieta. Inschrift: O Mutter der Schmerzen bitte für uns. An der Straße nach Windischbuch (links). |    |
|                | Holzkreuz                              | Laibacher Straße (Karte)                                      |           | Kleindenkmal Nr. 50: Holzkreuz (Missionskreuz). Steht bergauf links neben der Laibacher Straße, an der Abzweigung zum Steffeskirchle, am Waldrand beim Gewann Kuhweide. |    |
|                | Steinkreuz                             | Laibacher Straße (Karte)                                      |           | Kleindenkmal Nr. 12: Steinkreuz. Inschrift: Oben: I.N.R.I. Im Sockel: Heiliges Kreuz unsere einzige Hoffnung sei gegrüßt. Steht an der Laibacher Straße, an der Abzweigung zur Mariengrotte. |    |
|                | Bildstock Maria mit Jesuskind          | Mergentheimer Straße (Karte)                                  |           | Kleindenkmal Nr. 40: Bildstock „Mutter mit Kind“, am Straßenrand. |    |
|                | Bildstock                              | Mörikestraße 3 (Karte)                                        |           | Kleindenkmal Nr. 38: Bildstock Pieta. Mörikestraße 3, Hausnische. | BW |
|                | Holzkreuz                              | Oberer Stutz (Karte)                                          |           | Kleindenkmal Nr. 15: Holzkreuz, Stutz (Gegenüber Wasserhochbehälter). | BW |
| Weitere Bilder | Mariengrotte                           | Oberer Stutz (Karte)                                          |           | Kleindenkmal Nr. 13: Mariengrotte (auch Lourdes-Grotte), im Gewann Oberer Stutz, im Wald. |    |
|                | Holzkreuz                              | Oberer Stutz (Karte)                                          |           | Kleindenkmal Nr. 14: Geschnitztes Holzkreuz, neben der Mariengrotte, Gewann Oberer Stutz, im Wald. |    |
|                | Eisenkreuz                             | Oberer Stutz (Karte)                                          |           | Kleindenkmal Nr. 52: Eisenkreuz. Oberer Stutz (Hollergraben). |    |
|                | Bildstock                              | Raberg (Karte)                                                | 2012      | Kleindenkmal Nr. 53: Bildstock Hl. Hubertus. Inschrift: St. Hubertus. Errichtet 2012 auf Initiative durch die Assamstadter Jäger. Wiese am Raberg – Eigentum der Gemeinde Assamstadt (Unterhalb Bauschuttplatz). | BW |
|                | Bildstock                              | Rechenweg (Karte)                                             | 1882      | Kleindenkmal Nr. 37: Bildstock „Hl. Familie“. Inschrift: Heilige Familie bitte für uns! err. V. Josef Anton und Ehefrau Franziska Scherer 1882. |    |
|                | Bildstock                              | Rengershäuser Straße 25 (Karte)                               | 1764      | Kleindenkmal Nr. 03: Bildstock „Dreifaltigkeit“ von 1764. Doppelbildstock. Inschrift: „Gott zu Ehren hat machen lasen: E.RUB und M.RUB 1764“ (Vorderseite) und „Jesus Maria Joseph“ (Rückseite). |    |
|                | Steinkreuz                             | Sachsengarten (Karte)                                         |           | Kleindenkmal Nr. 28: Steinkreuz. Inschrift: INRI. | BW |
|                | Kapelle                                | Sachsenweg (Karte)                                            |           | Kleindenkmal Nr. 2: Käpelle. Steht auf Privatgrundstück. |    |
|                | Steinkreuz                             | Seehöfer Weg (Karte)                                          | 1886      | Kleindenkmal Nr. 25: Steinkreuz. Seehöfer Weg (Im Schächerlein). |    |
|                | Eisenkreuz                             | Steinbruch (Karte)                                            |           | Kleindenkmal Nr. 18: Eisenkreuz auf Sandsteinsockel. Beim Gemeindewald Steinbruch, am Wanderweg in Richtung Horrenbach. |    |
|                | Unglücksbildstock, Gedenkstein         | Stöckig (Gewann), Flurst.Nr. 13.044, Stöckigwald (Karte)      | 1931      | Kleindenkmal Nr. 44: Unglücksbildstock. Gedenkstein für Tobias Hügel. |    |
|                | Holzkreuz                              | Neunstettener Straße/Windischbücher Straße (Karte)            |           | Kleindenkmal Nr. 21: Holzkreuz. Straßengabelung Neunstettener Straße/Windischbücher Straße. Inschrift: INRI, Mit dir unterm Kreuz zu stehn, Unverwandtd hinauf zu sehn, Das ist was mein Herz begehrt. |    |
|                | Holzkreuz                              | Tiefe Wanne (Karte)                                           | 1969      | Kleindenkmal Nr. 39: Holzkreuz. Herr schütze uns 1969. In der tiefen Wanne | BW |
|                | Bildstock                              | Wännleinwald (Karte)                                          |           | Kleindenkmal Nr. 11: Schönstatt-Madonna. Bildstock an einem Waldweg, an einer Wanderhütte (Weg zum Steffeskirchle LT 21). |    |
|                | Gedenkstein                            | Wännleinwald (Karte)                                          |           | Kleindenkmal Nr. 43: Gedenkstein für Anton Rüdenauer. |    |
|                | Gedenkstein                            | Wännleinwald (Karte)                                          |           | Kleindenkmal Nr. 41 (Assamstadt): Gedenkstein für Ludwig Scherer. |    |